# Урцадзор
Урцадзор (вірм. Ուրցաձոր) — село в марзі Арарат, у центрі Вірменії. Село розташоване за 19 км на північний схід від міста Арарат, за 10 км на схід від міста Веді, за 7 км на схід від села Даштакар та за 7 км на північний захід від села Шахап.